# 柳家さん枝
柳家 さん枝（やなぎや さんし）は、落語家の名跡。春風亭の亭号を名乗った人物を含めると、過去9人ほどさん枝を名乗った落語家が存在する。
- 柳家さん枝 - 後∶初代柳家小ゑん
- 柳家さん枝 - 後∶四代目春風亭柳枝
- 柳家さん枝 - 後∶風雷舎金賀
- 春風亭さん枝 - 後∶二代目春風亭年枝
- 柳家さん枝 - 後∶六代目春風亭柳枝
- 柳家さん枝 - （1873年9月 - 没年月日不明）1915年の柳派の名簿、同年『芸人名簿』に名前が見えるが詳細は不明。
- 春風亭さん枝 - 後∶春風亭柳語楼
- 春風亭さん枝 - 後∶八代目三笑亭可楽
- 当代柳家さん枝 - 本項にて詳述

柳家 さん枝（やなぎや さんし、1943年4月24日 - ）は、宮崎県新富町出身の落語家。落語協会所属。本名∶長友 敏明。出囃子は『ハイカラ節』。

## 経歴
1968年1月、八代目桂文楽に入門し、翌年桂文吉で初高座。1972年、師匠文楽が亡くなり、五代目柳家小さん門下に移籍。
1973年4月に金原亭駒八、林家辰平と共に二ツ目昇進し、柳家さん枝と改名。
1982年4月に三遊亭小歌、初代月の家小圓鏡、金原亭駒三、林家えび蔵、林家ばん平と共に真打昇進。

## 芸歴
- 1968年1月∶八代目桂文楽に入門。
- 1969年1月∶前座になる、前座名「桂文吉」。
- 1972年∶文楽死去、五代目柳家小さん門下となる。
- 1973年∶二ツ目昇進、「柳家さん枝」と改名。
- 1982年∶真打昇進。

## 人物
橘家竹蔵、橘家半蔵、橘家仲蔵、橘家圓十郎と池袋演芸場特選会で「一八落語会」を開催している。